# 1492: Завоювання раю
«1492: Завоювання раю» — кінофільм Рідлі Скотта. Не рекомендується перегляд дітям і підліткам молодше 16 років.

## Сюжет
Фільм розповідає про відкриття Христофором Колумбом Нового Світу, про вплив цього відкриття на аборигенів Америки, на Європу і на самого Колумба.

## Нагороди і номінації
| Рік  | Премія         | Категорія       | Отримувач | Результат |
| ---- | -------------- | --------------- | --------- | --------- |
| 1992 | Золотий глобус | Найкраща музика | Вангеліс  | номінація |